# Mpinga-Kavoye
Mpinga-Kavoye è un comune del Burundi situato nella provincia di Rutana con 52.821 abitanti (censimento 2008).

## Geografia antropica

### Suddivisioni amministrative
Il comune è suddiviso in 31 colline.